# Bastion 36
Bastion 36 è un film del 2025 diretto da Olivier Marchal e tratto dall'omonimo romanzo di Michel Tourscher.

## Trama
Un alto ufficiale delle forze dell'ordine, trasferito alla Brigata anticrimine, indaga su due colleghi uccisi ed uno scomparso, facendo trapelare una grossa faida all'interno della polizia.

## Distribuzione
Il film è stato distribuito in streaming sulla piattaforma Netflix il 28 febbraio 2025.